# Наказ (фільм)
«Наказ» — радянський двосерійний телефільм 1987 року, знятий режисером Юрієм Оксанченком на кіностудії «Білорусьфільм».

## Сюжет
В одному з районів Заполяр'я йдуть великі військові навчання. Командувач округу наказує встановити тимчасовий радіомаяк у бухті «Хрестовий». Але літак із десантом до призначеного місця долетіти не може через негоду, і тоді начальник зв'язку майор Лєсніков посилає туди трьох морських піхотинців на всюдиході.

## У ролях
- Андрій Гусєв — Михайло Смолін, сержант
- Вадим Уколов — Анатолій Романцев, радист
- Геннадій Фролов — Степан Пантелєєв, механік
- Валерій Кравченко — майор Лєсніков
- Марина Карманова — Олена
- Ігор Леньов — Андрій, геолог, браконьєр
- Юрій Казючиць — Женька «Білий», браконьєр
- Опанас Трішкін — Женька «Чорний», браконьєр
- Маргарита Борисова — Марина
- Максим Мунзук — старий мисливець
- Олександр Безпалий — Семак, військовий
- Анатолій Гур'єв — лейтенант Гур'єв
- Ігор Неупокоєв — матрос Матвєєв
- Є. Русаков — епізод
- Ростислав Шмирьов — батько Степана Пантелєєва
- Сергій Медведський — працівник аеродрому
- М. Бахаров — епізод
- Михайло Разумовський — льотчик, гітарист
- Лідія Мордачова — епізод
- М. Борисова — епізод
- Олексій Фалілєєв — епізод
- Володимир Єрасов — епізод
- Ніна Розанцева — епізод
- Я. Алексєєв — епізод
- Є. Іванов — епізод
- А. Толстоухов — епізод
- Михайло Петров — пацієнт, сусід по палаті батька Степана Пантелєєва

## Знімальна група
- Режисер — Юрій Оксанченко
- Сценарист — Володимир Акімов
- Оператор — Борис Оліфер
- Композитор — Юрій Антонов
- Художник — Юрій Альбицький